# Dorfkirche Liebschwitz

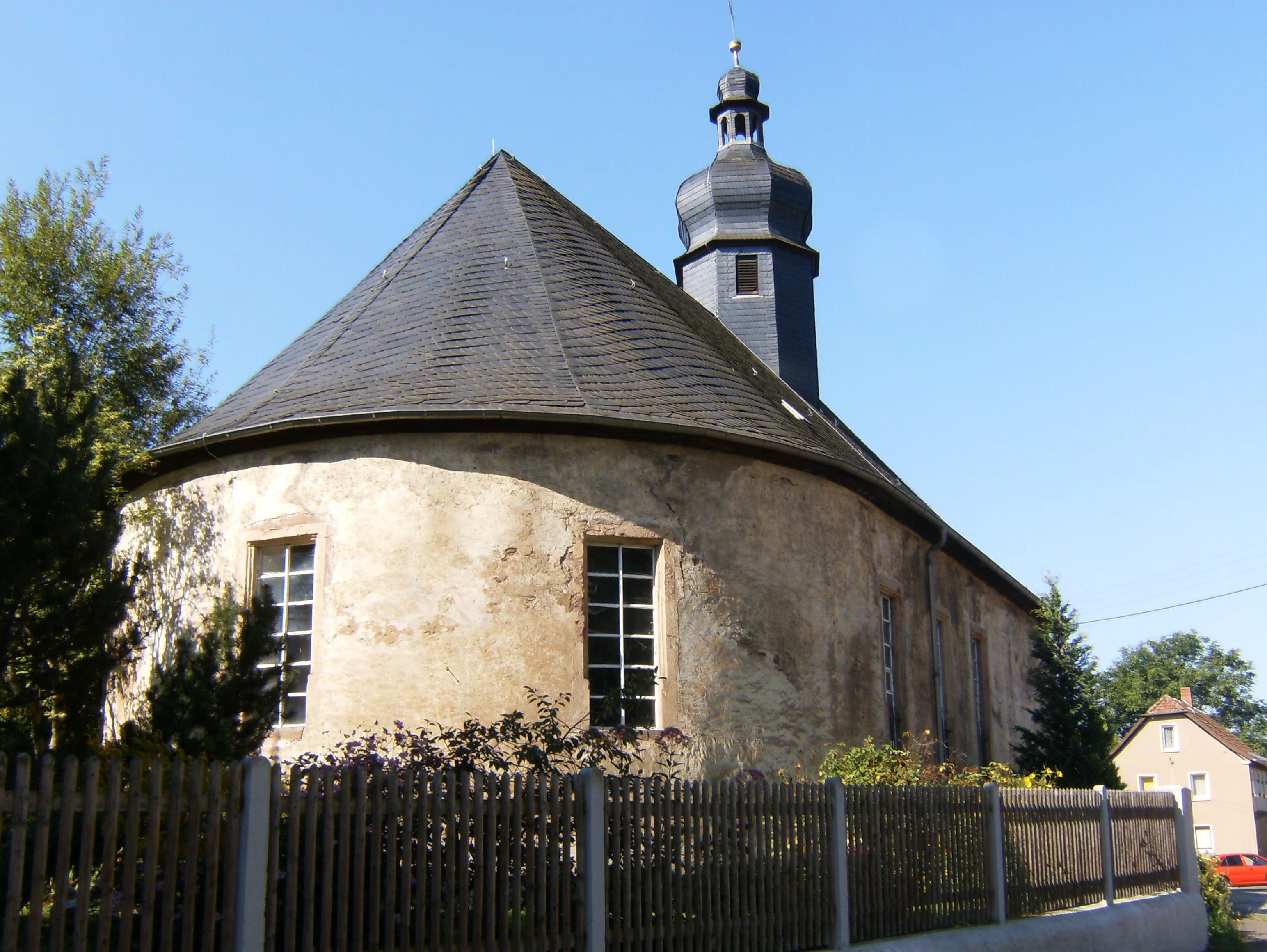
Die Kirche

Die evangelische Dorfkirche Liebschwitz steht im Stadtteil Liebschwitz der kreisfreien Stadt Gera in Thüringen. Sie gehört zur Kirchengemeinde Gera-Zwötzen im Kirchenkreis Gera der Evangelischen Kirche in Mitteldeutschland.

## Geschichte
Die Vorgängerkirche wurde am 26. April 1654 vom Hochwasser des Flüsschens Wipse samt dem ganzen oberen Ort, dem Friedhof und der Wipsebrücke weggespült. 
1677 ließ der Besitzer des Rittergutes von Meusebach eine neue Kirche bauen.
Die große Saalkirche mit halbkreisförmigem Ostabschluss bekam 1887 eine neue Innengestaltung. Im Chorscheitel findet sich ein hohes, farbig gefasstes Altartabernakel mit lebensgroßer Schnitzfigur Christus an der Geißelsäule.
Das Dach wurde 1990 neu gedeckt und 1995 begann die Innenrenovierung. 